# Pristimantis quaquaversus
Pristimantis quaquaversus es una especie de anfibio anuro de la familia Craugastoridae.

## Distribución
Esta especie habita entre los 300 y 1 830 m de altitud en la cuenca alta del Amazonas:
- en Colombia en el departamento de Putumayo;
- en Ecuador en las provincias de Sucumbíos, Napo, Orellana, Pastaza, Morona-Santiago y Zamora-Chinchipe;
- en Perú al oeste de la región de Loreto y al norte de la región de Amazonas.[4]

## Descripción
Los machos miden de 19.6 a 22.5 mm y las hembras de 24.6 a 31.3 mm.

## Etimología
El nombre específico quaquaversus proviene del latín quisquis, que significa quien sea, y de versus, participio pasado del verbo verto, que significa cambiar, girar, con referencia a las variaciones de coloración de esta especie.

## Publicación original
- Lynch, 1974 : New species of frogs (Leptodactylidae: Eleutherodactylus) from the Amazonian lowlands of Ecuador. Occasional papers of the Museum of Natural History, University of Kansas, n.º 31, p. 1-22[5]